# Conferência para o Desarmamento em Genebra
A Conferência para o Desarmamento em Genebra ou Conferência para a Redução e Limitação de Armamentos, geralmente conhecida como Conferência de Genebra ou Conferência Mundial de Desarmamento, foi uma conferência internacional de estados realizada em Genebra, Suíça, entre fevereiro de 1932 e novembro de 1934 para realizar o desarmamento de acordo com o Pacto da Liga das Nações. Estiveram presentes 31 estados, a maioria dos quais membros da Liga das Nações, mas também compareceram a URSS e os Estados Unidos.
A conferência foi uma resposta à militarização das potências globais durante e após a Primeira Guerra Mundial. Visando a redução global das armas, a conferência foi organizada e promovida pela Liga das Nações com o objetivo principal de evitar outra guerra mundial.
A conferência simbolizou a cooperação global para um objetivo combinado de limitar as armas, mas é geralmente vista como um fracasso devido ao início da Segunda Guerra Mundial cinco anos depois e à retirada da Alemanha Nazista tanto da conferência quanto da Liga.
As principais conquistas da conferência incluíram a definição de armas agressivamente ofensivas, armas razoavelmente defensivas, abolição de submarinos, aviões e tanques pesados e limitação das forças terrestres.

## Plano de fundo

### Legado da Primeira Guerra Mundial
Durante a Primeira Guerra Mundial, o mundo, especialmente a Europa, passou por um vasto desenvolvimento de armas. Durante o curso da guerra, a tecnologia em torno do desenvolvimento de armamento e novos tipos de armas emergiu: especificamente, um foco não apenas em equipamentos terrestres e pessoais, mas também na marinha e na força aérea, que Borg descreveu como tendo "peso considerável e influência".
Os desenvolvimentos incluíram aeronaves de apoio à infantaria, fotografando o posicionamento da infantaria e bombardeios; guerra naval, com submarinos e U-boats alemães, e armamentos terrestres, incluindo gases, metralhadoras e granadas.
O objetivo da Conferência de Genebra era o desarmamento que visaria programas terrestres, aéreos e navais.
Depois da guerra, o extenso número de mortos e os efeitos sociais da guerra total resultaram em um sentimento geral contra a guerra e encorajaram o sentimento geral de desarmamento. A British Women's Society recebeu 8 milhões de assinaturas para o desarmamento e foi credenciada como uma força motriz por trás da convocação da conferência.

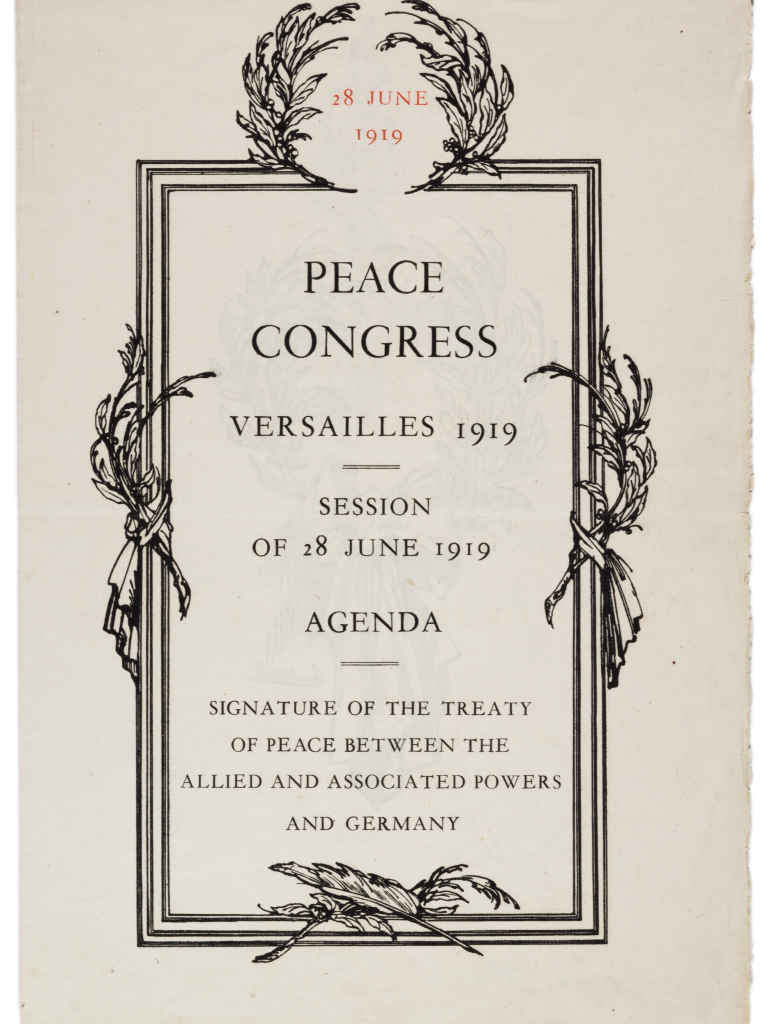
O Tratado de Versalhes

O Tratado de Versalhes estabeleceu os termos para a rendição condicional dos alemães, incluindo seu desarmamento nacional.
- O Artigo 160 afirmava que o Exército Alemão não deveria ter mais do que 7 divisões de infantaria, 3 divisões de cavalaria, 100 000 homens e 4 000 oficiais.
- O artigo 165 limitava as armas, metralhadoras, munições e rifles alemães.
- O artigo 168 limitava a fabricação de munições, que deveria ser supervisionada pela Liga das Nações.
- O Artigo 170 limitou as importações de armas.[7]

### Preliminares diplomáticos
O primeiro esforço de limitação internacional de armas foi feito nas Conferências de Haia de 1899 e 1907, que falharam em seu objetivo principal. Embora muitos comentaristas contemporâneos e o Artigo 231 do Tratado de Versalhes atribuam a eclosão da guerra à culpa da guerra na Alemanha, historiadores que escreveram na década de 1930 enfatizaram a rápida corrida armamentista antes de 1914. Além disso, todas as grandes potências, exceto os Estados Unidos, tinham comprometeram-se com o desarmamento tanto no Tratado de Versalhes quanto no Pacto da Liga das Nações. Uma campanha internacional não governamental substancial para promover o desarmamento também se desenvolveu na década de 1920 e no início da década de 1930.
Uma comissão preparatória foi iniciada pela Liga em 1925. Em 1931, havia apoio suficiente para a realização de uma conferência, que devidamente começou sob a presidência do ex-secretário de Relações Exteriores britânico Arthur Henderson. A motivação por trás das negociações pode ser resumida por um trecho da mensagem que o presidente dos Estados Unidos Franklin Roosevelt havia enviado: "Se todas as nações concordarem totalmente em eliminar a posse e usar as armas que possibilitam um ataque bem-sucedido, as defesas se tornarão automaticamente inexpugnáveis e as fronteiras e independência de cada nação tornar-se-ão seguras”. A Liga das Nações falhou em garantir o sucesso das negociações, o que impactou a probabilidade de um segundo grande conflito europeu.

## Nações envolvidas
A Conferência de Genebra envolveu todas as nações signatárias do Pacto da Liga das Nações, que incluiu o Reino Unido, França, Itália e Japão como membros permanentes do Conselho da Liga das Nações. Incluía todos os Aliados que assinaram o Tratado de Versalhes com a Alemanha e todos os países neutros, como a Suíça, que tinham interesses no desarmamento na Europa, especificamente.
Segundo Gumbrecht, a Liga das Nações foi criada com "o ideal de estabelecer uma família de nações unidas por objetivos comuns de paz". ”O Pacto da Liga das Nações foi publicado em 28 de abril de 1919 por acordo unânime.
O Artigo 8 do Pacto afirmava que "os membros da Liga reconhecem que a manutenção da paz requer a redução dos armamentos nacionais ao ponto mais baixo compatível com a segurança nacional e a aplicação por ação comum das obrigações internacionais".
A Conferência de Genebra foi convocada pela Liga das Nações em 1932 para cumprir os termos do Artigo 8 e avançar em direção à paz mundial por meio do processo de desarmamento.

## Negociações
A conferência foi convocada em 1º de fevereiro de 1932 em Genebra, Suíça, com a intenção de implementar estratégias para cumprir o Artigo 8 do Pacto da Liga das Nações.
O embaixador dos EUA na Bélgica e ministro na Suíça e delegado da conferência, Hugh S. Gibson, observou, não muito depois da Conferência de Londres, que os EUA haviam perdido o interesse na nova conferência porque os tratados já limitavam sua marinha, seu exército era tão pequeno que ainda a redução era ridícula e as medidas propostas de limitação de ar eram tão vagas que pouco significavam. Ele escreveu que a conferência "provavelmente se reunirá em fevereiro ou março de 1932 e, por mais desanimador que possa parecer, provavelmente continuará indefinidamente". Ele passou a acreditar que os armamentos nunca seriam abolidos completamente, mas que os tratados poderiam manter o equilíbrio militar.
As negociações podem ser divididas em cinco categorias ou períodos distintos. Conforme classificado pelo historiador militar Arther Steiner, “primeiro período - ênfase na segurança, segundo período - nomeação de comissões, terceiro período - as comissões gerais, quarto período - a comissão técnica e quinto período - as propostas Hoover”.

### Ênfase na segurança
Isso se concentrava especificamente nas relações geopolíticas da época, que incluíam Rússia, Turquia, Irã, França e Alemanha. O foco principal era a França e o desenvolvimento de relações que assegurassem que ela poderia se desarmar com segurança, o que envolveu um desenvolvimento das relações americano-francesas e anglo-francesas.

### Nomeação de comissões
Isso começou em 25 de fevereiro de 1933 e envolveu encontrar um representante de cada estado. Juntos, eles formaram a Comissão Geral, que se delegou nas Comissões Naval e Aérea. Esta etapa foi concluída em 18 de março de 1933.

### Comissão Geral
O terceiro período, a Comissão Geral, teve a maior parte das negociações realizadas. A conferência começou a tentar decretar os objetivos da Liga das Nações, que envolvia principalmente a classificação de classes de armamentos e fortificações.

#### Classificação de armamento
O Pacto da Liga das Nações definiu os armamentos nacionais como referindo-se a forças militares generalizadas, incluindo pessoal, equipamento, tecnologia, etc. A conferência pretendia diferenciar entre armas ofensivas e defensivas. As negociações centraram-se principalmente em armas ofensivas para impedir ataques futuros, em vez de reduzir a defensiva das nações. No entanto, as nações frequentemente discordavam sobre os aspectos técnicos de certos armamentos.
Sir Basil Liddell Hart, um historiador militar britânico que era amplamente conhecido por sua estratégia em torno da guerra mecânica, estava presente na conferência. Ele argumentou que os tanques, um novo desenvolvimento da Primeira Guerra Mundial, eram tanto armas ofensivas quanto defensivas e, portanto, não podiam ser classificados como nenhuma das duas. No entanto, Winston Churchill discordou, argumentando que as capacidades ofensivas dos tanques eram enormes e superavam qualquer capacidade defensiva. A turbulência e a incapacidade de concordar interromperam a progressão da conferência.

#### Fortificações
Uma negociação importante da conferência envolveu as discussões em torno das fortificações armadas. Foi acordado unanimemente que quaisquer fortificações remanescentes da Primeira Guerra Mundial que não tivessem sido desenvolvidas antes da guerra ao longo das fronteiras seriam abolidas. Além disso, as fortificações costeiras, exceto entre o Mar Báltico e o Mar do Norte, puderam permanecer, mas não foram trabalhadas, ampliadas ou construídas.

#### Discussões adicionais
Além disso, outras discussões foram levantadas durante a Comissão Geral, tais como se os acordos ainda existiam durante a guerra, se outros órgãos reguladores deveriam ser estabelecidos para monitorá-los e aplicá-los e se deveria haver zonas desmilitarizadas. Essas questões foram acordadas com o ideal de que os acordos estabelecidos deveriam ser aplicados tanto em tempos de guerra quanto em tempos de paz, um órgão apolítico deveria monitorar o desarmamento e não deveria haver zonas desmilitarizadas específicas.

### Comissão Técnica
Este período foi conhecido por seus altos níveis de debate, desacordo e questões técnicas. Essencialmente, nenhum acordo ou progresso ocorreu durante esta sessão.

### Propostas de Hoover

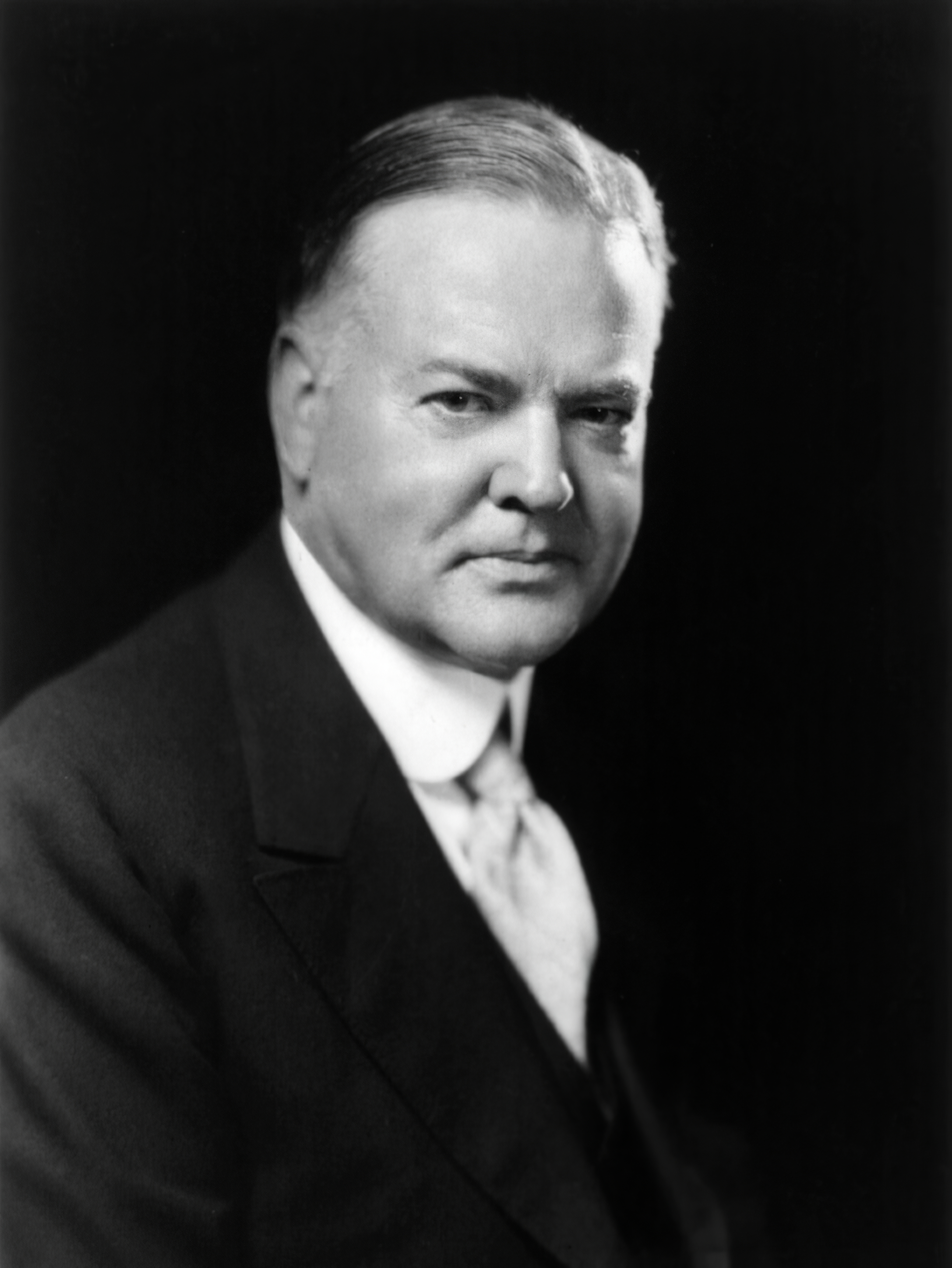
Retrato do presidente Herbert Hoover

Os Estados Unidos então enviaram um delegado a Genebra e envolveram-se fortemente na Conferência.
O presidente dos Estados Unidos, Herbert Hoover, reconheceu o fracasso e a falta de progresso para a conferência e propôs que os Estados Unidos assumissem a liderança no desarmamento. Como argumentado por Marlies ter Borg, a proposta que Hoover apresentou à conferência em 22 de junho de 1932 foi um "ponto de viragem potencial" ao sugerir que os EUA aboliriam todas as aeronaves, submarinos, aviação militar, tanques, gás venenoso e um terço dos navios de guerra.
O envolvimento dos Estados Unidos "injetou vida em uma conferência quase morta". No entanto, essas propostas nunca foram aprovadas pelo Congresso dos Estados Unidos e, embora mostrassem a promessa e o espírito de desarmamento, não ressoaram na conferência.

## Problemas
A Comissão Geral progrediu ao fazer com que as nações concordassem em vários termos. No entanto, não teve sucesso em fazer com que as nações individuais implementassem seus termos.
Não foi possível obter um acordo franco-alemão sobre as armas alemãs, pois os franceses não queriam se desarmar sem uma aliança garantida se a guerra estourasse com a Alemanha novamente. Tchecoslováquia e a Polônia eram vulneráveis por causa de sua proximidade geográfica com a Alemanha, e os franceses temiam que seriam atacados novamente sem nenhuma maneira de se defenderem se fossem desarmados.
Em 1932 e 1933, a URSS, liderada por Joseph Stalin, passou pela fome soviética generalizada. A URSS estava ocupada com questões nacionais e raramente estava presente na conferência. Além disso, durante o período entre guerras, Stalin liderou a modernização e o aumento do exército soviético. Isso incluía um tamanho em tempos de paz de 1 100 000 e o serviço militar obrigatório. Em dezembro de 1931, Vyacheslav Molotov falou sobre "[o] perigo crescente de intervenção militar contra a URSS". Isso significava que, como muitos outros países, a URSS hesitou em desarmar.
Além disso, o Japão invadiu a Manchúria em 18 de setembro de 1931 após o Incidente de Mukden e tornou-se hesitante e hostil a toda a ideia de desarmamento. Seu desacordo fez com que não estivesse presente ou não se envolvesse nas negociações.

## Partida da Alemanha

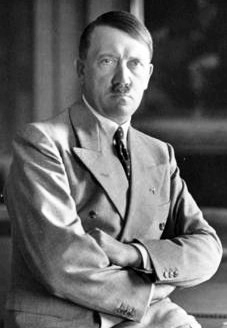
Retrato de Adolf Hitler (1936)

Adolf Hitler chegou ao poder em janeiro de 1933 e rapidamente ganhou autoridade total sobre o governo alemão. Ele retirou a Alemanha da Liga das Nações e, em seguida, da Conferência de Genebra em outubro de 1933. Ele voltou temporariamente à Conferência de Genebra sob o Acordo das Cinco Potências, mas rapidamente retirou a Alemanha novamente quando as progressões com a conferência começaram a parar.
A superioridade militar da Alemanha era um elemento definidor da ideologia e da política externa de Hitler, o que tornava a ideia do desarmamento inaceitável. Assim que Hitler subiu ao poder, ele começou o processo de rearmamento Alemanha, desafiando claramente o Tratado de Versalhes e o objetivo da Conferência de Desarmamento. Hitler baseou-se na relutância de outros países em se desarmar como uma justificativa de que a Alemanha não deveria ser forçada a fazer o mesmo.

## Consequências
Em última análise, quando Hitler retirou a Alemanha da Liga das Nações e do Tratado de Versalhes, os franceses não quiseram se desarmar. A conferência foi finalmente suspensa em novembro de 1934. O Ministério das Relações Exteriores britânico declarou que “o fracasso da Conferência de Desarmamento teria consequências incalculáveis para a Europa e a Liga [das Nações]”.
O secretário de Estado americano Henry L. Stimson escreveu mais tarde que os americanos consideraram a Conferência de Genebra como "uma conferência de paz europeia com questões políticas europeias a serem resolvidas. O trabalho necessário para resolvê-las deve ser feito pelos líderes da Europa". Stimsom percebeu que a posição da Alemanha nos assuntos europeus não podia ser ignorada, como fora em Genebra em 1927 ou em Londres em 1930, mas não sabia como conciliar a ambição militar alemã com o medo francês de seu vizinho. Stimson esperava que os europeus encontrassem uma solução. Ele também hesitou em mais desarmamento naval por causa da crise da Manchúria e particularmente preocupado se a Marinha dos EUA tinha porta-aviões suficientes para uma possível ação no Extremo Oriente.
As razões exatas não são claras ou não são aceitas pelos historiadores para exatamente o fracasso da conferência. No entanto, a maioria das fontes acadêmicas e historiadores culpam uma combinação da ascensão de Hitler, a consequente retirada da Alemanha da conferência, a relutância geral das nações em se desarmar, o clima político e econômico altamente instável e a ameaça iminente de outra guerra mundial.